# Palaeorhiza parva
Palaeorhiza parva är en biart som beskrevs av Hirashima 1975. Palaeorhiza parva ingår i släktet Palaeorhiza och familjen korttungebin. Inga underarter finns listade i Catalogue of Life.